# Bistum Zhengding
Das Bistum Zhengding (lat.: Dioecesis Cemtimensis) ist eine in der Volksrepublik China gelegene römisch-katholische Diözese mit Sitz in Zhengding.

## Geschichte
Das Bistum Zhengding wurde am 2. April 1856 durch Papst Pius IX. aus Gebietsabtretungen des Apostolischen Vikariates Peking als Apostolisches Vikariat Südwest Chi-Li errichtet. Das Apostolische Vikariat Südwest Chi-Li gab am 15. April 1924 Teile seines Territoriums zur Gründung der Apostolischen Präfektur Lixian ab. Am 3. Dezember 1924 wurde das Apostolische Vikariat Südwest Chi-Li in Apostolisches Vikariat Zhengding umbenannt. Das Apostolische Vikariat Zhengding gab am 25. Mai 1929 Teile seines Territoriums zur Gründung der Apostolischen Präfektur Zhaoxian ab. Eine weitere Gebietsabtretung erfolgte 1933 zur Gründung der Apostolischen Präfektur Zhaoxian.
Das Apostolische Vikariat Zhengding wurde am 11. April 1946 durch Papst Pius XII. mit der Apostolischen Konstitution Quotidie Nos zum Bistum erhoben und dem Erzbistum Peking als Suffraganbistum unterstellt.

## Ordinarien

### Apostolische Vikare von Südwest Chi-Li
- Jean-Baptiste Anouilh CM, 1858–1869
- François-Ferdinand Tagliabue CM, 1869–1884, dann Apostolischer Vikar von Nord Chi-Li
- Jean-Baptiste-Hippolyte Sarthou CM, 1885–1890, dann Apostolischer Vikar von Nord Chi-Li
- Jules Bruguière CM, 1891–1906
- Jules-Auguste Coqset CM, 1907–1917
- Jean de Vienne de Hautefeuille CM, 1917–1919, dann Koadjutorvikar von Nord Chi-Li
- Franciscus Hubertus Schraven CM, 1920–1924

### Apostolische Vikare von Zhengding
- Franciscus Hubertus Schraven CM, 1924–1937
- Job Chen Chi-ming CM, 1939–1946

### Bischöfe von Zhengding
- Job Chen Chi-ming CM, 1946–1959
- Sedisvakanz, 1959 – 1980
- Andrew Liu An-zhi CM, 1962 – 1966
- Paul Jiang Taoran, 1989 – 2010
- Paul Dong Guanhua, seit 2005
- Julius Jia Zhiguo, seit 1980